# Инцидент в военной академии
Инцидент в военной академии (яп. 士官学校事件 Shikan Gakko Jiken) , также известный как Ноябрьский инцидент (яп. 十一月事件 Juichigatsu Jiken) — попытка государственного переворота, которая произошла в Японии в ноябре 1934 года. Это был один из череды подобных заговоров с целью «Реставрации Сёва», возглавляемых радикальными элементами совместно с Императорской японской армией.

## Предыстория
Неудачные попытки государственного переворота в 1931 году (мартовский и октябрьский инциденты), предпринятые Сакуракай, тайным обществом в младших рядах офицерского корпуса Императорской японской армии, продвигавшим видение милитаристской тоталитарной государственной социалистической системы как альтернативы текущей коррумпированной партийной политике, вдохновили другие группы в вооруженных силах на аналогичные планы.
В 1934 году группа из пяти курсантов Военной академии Императорской армии Японии во главе с двумя армейскими офицерами, принадлежащими к радикальной милитаристской имперской фракции Кодоха в академии, обеспокоенная грядущей утратой влияния их фракции на вооруженные силы после увольнения министра армии Садао Араки в январе 1934 года, сформировала собственный план свержения правительства. Однако в начале ноября 1934 года Сато, один из курсантов, сообщил правительственным властям о плане и участии в нём фракции Кодоха.
Получив предупреждение, капитан Цудзи Масанобу, командир роты Военной академии, организовал арест руководителей заговора службой Кэмпэйтай 20 ноября 1934 года, положив конец возможному государственному перевороту ещё до того, как он мог начаться. Из-за отсутствия доказательств обвиняемые не могли быть осуждены; однако пять курсантов были исключены из академии в марте 1935 года, а два офицера, Муранака и Исобе, были отстранены от службы на шесть месяцев в апреле 1935 года.
Когда отстранённые от должности офицеры Муранака и Исобе позже начали распространять памфлет под названием «Восстание за восстановление военной дисциплины» (также известный как «Взгляды на чистку армии»), они были тут же уволены со службы в августе 1935 года.

## Инцидент с Айдзавой
Фракция Кодоха считала, что Сато всё это время был шпионом капитана Цудзи, и что все это дело было ловушкой, устроенной их соперниками, фракцией Тосэйха, чтобы дискредитировать генерала Дзиндзабуро Масаки, генерального инспектора военного образования, поскольку инцидент привёл к увольнению генерала Мазаки.
В качестве возмездия за это, офицер фракции Кодоха, подполковник Сабуро Айдзава, 12 августа 1935 года убил преемника Мазаки, генерал-майора фракции Тосейха Нагату Тэцудзана, зарубив его катаной. Нагата был посмертно произведён в генерал-лейтенанты, а Айдзава был расстрелян после военного трибунала, состоявшегося в 1-й дивизии, базирующейся в Токио. Министр армии Сендзюро Хаяси также был вынужден уйти в отставку из-за этого дела.

## Последствия
Инцидент в военной академии и инцидент с Айдзавой свидетельствовали о растущей политизации и политической поляризации японских вооруженных сил, а также о растущей тенденции к разрешению политических разногласий с помощью силы. Отсутствие действий со стороны военного руководства для подавления этих тенденций и бессилие избранного гражданского правительства над военными привели к последующему инциденту 26 февраля.